# Islam aux Maldives

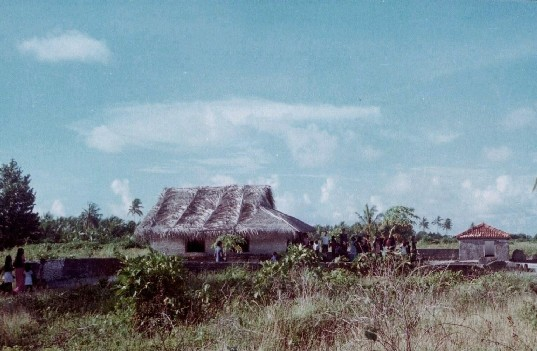
Célébration à Gen-Miskit

L'islam aux îles Maldives est la religion d'État,. Du fait de leur isolement par rapport aux centres historiques de l'islam d'Asie et du Moyen-Orient, des croyances pré-islamiques ont cependant perduré.
L'anthropologiste Clarence Maloney a étudié les Maldives dans les années 1970 et un imam lui expliquait que pour beaucoup de Maldiviens, l'islam consistait à observer des ablutions, à jeûner et à réciter le Coran. Néanmoins, la situation a changé[réf. nécessaire]. En 1991, les Maldives avaient un total de 725 mosquées et de 266 mosquées féminines.

## Histoire
La conversion des Maldives à l'islam est assez tardive comparée à d'autres parties de l'Asie du Sud. Les marchands arabes avaient converti à l'islam des populations de la côte de Malabar dès le VIIe siècle. Le conquérant Muhammad ibn al-Qasim avait propagé l'islam sur les larges territoires du Sindh à la même époque. Les Maldives sont restées bouddhistes pendant 500 ans, avant de se convertir par le biais des commerçants arabo-musulmans.
Les premiers contacts de l'archipel avec l'islam eurent lieu du fait des marins et des commerçants d'Arabie ou du golfe du Bengale. Mais l'acteur majeur de l'arrivée de l'islam dans les Maldives fut Abu al-Barakat al-Barbari, un marchand berbère marocain. Sa tombe se trouve à l'intérieur de la mosquée Hukuru, ou Miski, dans la capitale Malé. Il semble que ce voyageur ait obtenu la conversion à l'islam d'un roi qui a régné de 1141 à 1166. Néanmoins, les chroniques de Raadavalhi et de Tharik, attribuent à un Perse, Yusuf Tabrizi, la conversion du royaume des Maldives à l'islam en 1153. Le roi devient sultan à la suite de sa conversion après 12 ans de règne et il envoie des émissaires dans tous les atolls pour convertir les habitants à la foi musulmane, sans exception. Le roi lui-même voyage jusqu'à l'île de Nilandhe pour appeler ses habitants à embrasser l'islam. On rapporte que la conversion de l'archipel entier a lieu le 2 de Rabi ul Akhir de l'an 548 de l'Hégire, la 17e année de règne d'Al-Muqtafi, calife de Bagdad. Dès lors, les Maldives deviennent un pays à prédominance islamique. Le roi ordonne à son frère Siri Kalo de construire la première mosquée de Malé, avec l'aide d'Al-Wazir Shanivirazaa. Un voyageur marocain, Ibn Battûta, accrédite cette conversion de Dhovemi par l'entremise d'Abu al-Barakat al-Barbari. Ibn Battûta a laissé en 1340 une résidence qui atteste son passage. Dhovemi fait appliquer la loi islamique. Le sultan fait disparaître toute trace d'« idolâtrie » de l'archipel, et fait construire des mosquées sur de nombreuses îles, mêmes inhabitées.
L'archéologie et d'autres sources scripturaires confirment au moins partiellement cette version. Un document appelé le Dhanbidhū Lōmāfānu apporte des informations sur la disparition du bouddhisme dans l'atoll Hadhdhunmathi, qui fut un important centre religieux. Il apparaît que les moines furent emmenés à Malé et exécutés. Les satihirutalu (trois cercles de pierres concentriques couronnant un stupa) furent détruits pour défigurer les stupas, de même que les statues de Vairocana, que l'on trouvait au milieu de l'archipel. L'état d'endommagement des manuscrits réalisés par les moines dans leur monastère laisse penser que les bâtiments ont été brûlés ou rasés de sorte qu'on n'en trouve plus aucune trace

## L'islam dans la vie publique

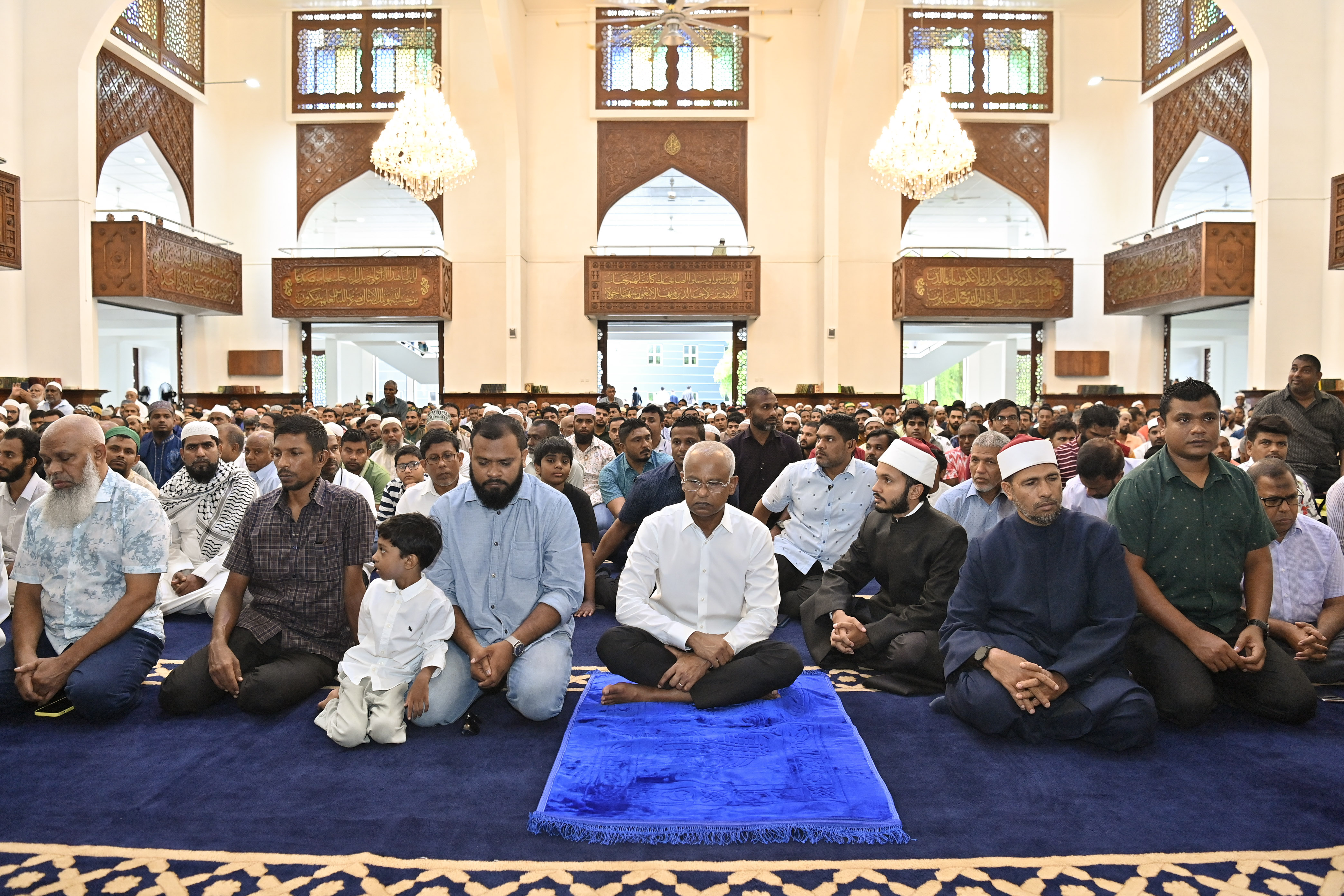
Prières de l'Aïd al-Adha au Centre islamique des Maldives, avec le président au centre (2023)

L'islam modèle la vie quotidienne des Maldiviens. L'État applique la loi islamique, la charia, appelée en divehi, la sariatu ; elle sert de base aux codes de loi, interprétée selon les conditions de vie des Maldiviens par le président de la République, le procureur général, le ministère de l'intérieur et le majlis.
Comme le vendredi est le jour traditionnel de la grande prière à la mosquée, les commerces et les bureaux ferment vers 11h le matin. Ils ferment aussi pendant quinze minutes après chacun des cinq appels quotidiens à la prière. Pendant le mois du Ramadan, les cafés et les restaurants sont fermés la journée, et les heures de travail sont réduites.
La plupart des îles ont plusieurs mosquées, même si elles sont peu habitées. Malé, la capitale, en a plus de trente. La plupart des mosquées sont réalisées avec la pierre de corail, peintes en blanc et avec des toits en tôle ondulée ou de chaume. À Malé, un centre islamique à l'architecture recherchée a été construit en 1984, avec des fonds d'États du golfe Persique, du Pakistan, de Brunei et de Malaisie.

## Islamisme
En novembre 2011, le blog du journaliste Ismail Khilath Rasheed est fermé par l'autorité des communications des Maldives sur ordre du Ministère des Affaires Islamiques, au motif que ce blog contenait des contenus anti-islamiques. Ismail Rasheed est musulman soufi, et appelait à davantage de tolérance religieuse. Cet acte de censure fut condamné par l'ONG Reporters sans frontières et par Navanethem Pillay, haut représentant des Nations unies aux droits de l'homme. Ismail Rasheed organisa un rassemblement en faveur de la liberté religieuse le 10 décembre 2011. Ce rassemblement fut l'objet d'attaques et il eut le crâne fracturé. À la suite de cela, il fut arrêté à la demande pressante du parti islamiste Adhaalath, qui organisa une contre-manifestation le 23 décembre. Un site internet associé à cette contre-manifestation appelait à le tuer,. Ismail Rasheed fut finalement relâché le 9 janvier 2012 à la suite de protestations d'Amnesty International et de Reporters sans Frontières.
Alors que les Maldives étaient traditionnellement un pays d'islam modéré[Quoi ?][réf. souhaitée], l'arrivée au pouvoir du président Abdulla Yameen en 2013, à la faveur d'une élection présidentielle au résultat contesté et soutenu par les islamistes, change la donne. Influencés par des religieux wahhabites formés en Arabie saoudite et au Pakistan, le prosélytisme islamiste gagne du terrain, notamment dans les milieux carcéraux. De nombreux cheikhs radicaux occupent ainsi de plus en plus l'espace public (universités, télévision – leurs sermons étant retransmis une fois par mois sur les chaînes nationales –, etc.). Plusieurs ONG dénoncent une augmentation des mariages précoces dans les îles reculées ainsi que le refus grandissant de vacciner les enfants. Le docteur Mohamed Iyaz, un influent conseiller du gouvernement en jurisprudence coranique, fait d'ailleurs l'apologie de l'excision, en tant qu'« obligation religieuse ». En 2014, une centaine de Maldiviennes ont été fouettées en public pour « actes de fornication ».
En 2015, on enregistre entre 50 et 200 départs de Maldiviens vers les territoires de l'État islamique. Si le gouvernement a officiellement condamné le djihad vers la Syrie, des activistes et des opposants critiquent son inaction sur le sujet, certains craignant même l'instauration d'un califat aux Maldives.
Lors de sa campagne électorale de l'élection présidentielle maldivienne de 2018 qu'il perd finalement face à Ibrahim Mohamed Solih, le président sortant Abdulla Yameen déclare être le candidat de l'islam face aux « infidèles ».

## Réglementation de l'alcool aux Maldives dans le contexte des normes islamiques
Les Maldives étant un pays musulman où l'islam est la religion d'État, l'alcool y est strictement réglementé selon les principes de la charia. L'interdiction de la production, de la vente et de la consommation publique de boissons alcoolisées est inscrite dans la loi et reflète les traditions religieuses et culturelles de la société.

### Restrictions sur les îles locales
L'alcool est totalement interdit sur les îles où vit la population locale. Sa vente et sa consommation dans les lieux publics, y compris les cafés, les plages et les rues, sont punies par la loi. Sur ces îles, les touristes ne peuvent consommer de l'alcool qu'à l'intérieur (par exemple, dans une chambre) ou dans des lieux désignés.

### Contrôle douanier et transport de l'alcool
Il est illégal d'introduire de l'alcool aux Maldives. Les douanes de l'aéroport de Malé saisiront toutes les boissons alcoolisées, y compris celles achetées dans les boutiques hors taxes. L'alcool confisqué est stocké dans une cellule jusqu'au départ du touriste. Les tentatives de faire passer de l'alcool dans le corridor vert déguisé en d'autres liquides sont considérées comme de la contrebande et sont passibles d'une amende pouvant aller jusqu'à 500 dollars ou d'une arrestation.

### Exemptions pour les îles de villégiature
Les centres de villégiature privés situés sur des îles isolées disposent d'une licence pour vendre de l'alcool. Ces complexes, destinés aux touristes étrangers, proposent des boissons alcoolisées dans les bars, mais l'alcool haut de gamme est généralement facturé séparément. Certains centres de villégiature ultra-luxueux élèvent encore le niveau de l'expérience en incluant absolument tout : vins et spiritueux de première qualité, restaurants gastronomiques, repas dans la villa 24 heures sur 24, soins de spa, cours de plongée sous-marine, sports nautiques tels que le jet-ski, et même des excursions en yacht privé. Ce modèle reflète un compromis entre la conformité islamique et le développement de l'industrie du tourisme.